# 권도영 (야구인)
권도영(權度榮, 1981년 2월 11일 ~ )은 대한민국의 전직 야구 선수, 프런트이자 현직 야구 코치이다. 전 KBO 리그 넥센 히어로즈의 내야수이자, 현 KBO 리그 고양 히어로즈의 내야수비코치이다. 아버지는 전 야구 지도자인 권정화다.

## 선수 시절

### 현대 유니콘스시절
2003년에 입단하였다.

### 넥센 히어로즈시절
현대 유니콘스 해체 후 2008년에 인계됐다.

## 야구선수 은퇴 후
2011년부터 넥센 히어로즈의 전력분석원, 스카우터 등을 맡다가 2019년부터 고양 히어로즈의 수비코치로 활동했다.